# Cadre-71/2-Europameisterschaft 1956

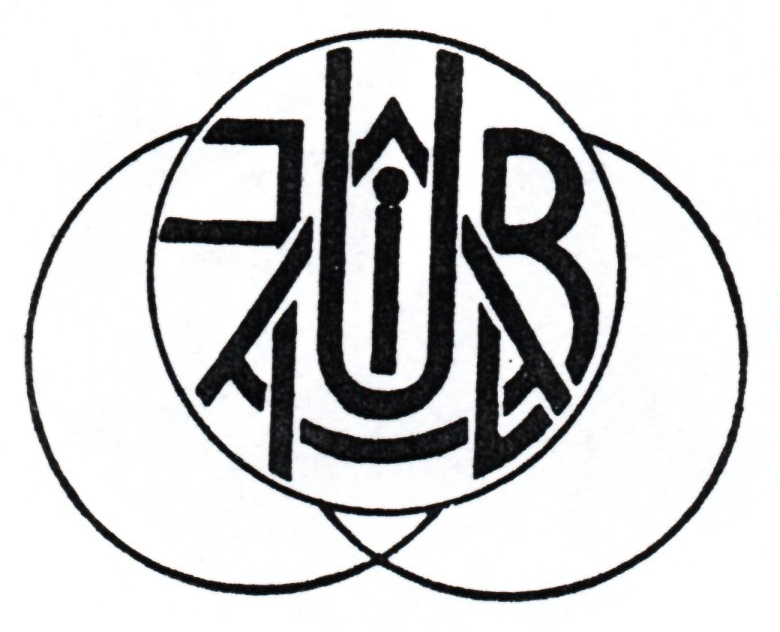
Logo UIFAB (ausrichtender Verband)

Veranstaltungsort: Lüttich

Die Cadre-71/2-Europameisterschaft 1956 war das 10. Turnier in dieser Disziplin des Karambolagebillards und fand vom 15. bis zum 18. März 1956 in Lüttich statt. Es war die dritte Cadre-71/2-Europameisterschaft in Belgien.

## Geschichte
Der neue Europameister Piet van de Pol gewann in Lüttich seinen vierten EM-Titel im Cadre 71/2. Er verlor nur seine letzte Partie  gegen Walter Lütgehetmann und spielte in der ersten Partie gegen  Ernst Rudolph Unentschieden. Der Frankfurter Lütgehetmann musste seine Titelchancen durch zwei Niederlagen gegen die Belgier Laurent Boulanger und  Emile Wafflard begraben und holte mit Silber seine vierte EM-Medaille in dieser Disziplin. Die insgesamt beste Leistung lieferte in diesem Turnier Emile Wafflard ab und wurde Dritter. Der Turnierdurchschnitt von 16,51 war der beste, der bisher bei einer EM gespielt wurde.

## Turniermodus
Hier wurde im Round Robin System bis 300 Punkte gespielt. Es wurde mit Nachstoß gespielt. Damit waren Unentschieden möglich.
Bei MP-Gleichstand (außer bei Punktgleichstand beim Sieger) wird in folgender Reihenfolge gewertet:
1. MP = Matchpunkte
2. GD = Generaldurchschnitt
3. HS = Höchstserie

## Abschlusstabelle
| MP    | Match Points (Sieger = 2; Unentschieden = 1; Verlierer = 0) |
| Pkte. | Erzielte Karambolagen                                       |
| Aufn. | Benötigte Versuche                                          |
| GD    | Generaldurchschnitt                                         |
| BED   | Bester Einzeldurchschnitt eines Spielers                    |
| HS    | Höchstserie                                                 |
|       | Bester GD des Turniers                                      |
|       | Bester ED des Turniers                                      |
|       | Beste HS des Turniers                                       |
|       | 1. Platz (Gold)                                             |
|       | 2. Platz (Silber)                                           |
|       | 3. Platz (Bronze)                                           |

| Platz                                        | Name                | MP   | Pkte. | Aufn. | GD    | BED   | HS  |
| -------------------------------------------- | ------------------- | ---- | ----- | ----- | ----- | ----- | --- |
| 1                                            | Piet van de Pol     | 11:3 | 1850  | 120   | 15,41 | 25,00 | 169 |
| 2                                            | Walter Lütgehetmann | 10:4 | 1998  | 94    | 21,25 | 33,33 | 117 |
| 3                                            | Emile Wafflard      | 8:6  | 1833  | 79    | 23,20 | 42,85 | 150 |
| 4                                            | Laurent Boulanger   | 8:6  | 1832  | 100   | 18,32 | 33,33 | 121 |
| 5                                            | Joseph Vervest      | 8:6  | 1720  | 112   | 15,35 | 50,00 | 131 |
| 6                                            | Ernst Rudolph       | 5:9  | 1517  | 105   | 14,44 | 18,75 | 74  |
| 7                                            | Henk Scholte        | 4:10 | 1833  | 122   | 15,02 | 23,07 | 103 |
| 8                                            | Jean Galmiche       | 2:12 | 1221  | 104   | 11,74 | 17,66 | 66  |
| Turnierdurchschnitt: 16,51 (mit Stichpartie) |                     |      |       |       |       |       |     |